# 蘇維埃茨基區 (庫爾斯克州)
51°50′28″N 37°43′07″E / 51.84111°N 37.71861°E
蘇維埃茨基區（俄语：Советский район），是俄羅斯的一個區，位於該國西部，由庫爾斯克州負責管轄，面積1,150平方公里，2010年該區人口19,080，人口密度每平方公里16.59人。